# Paulo Lins

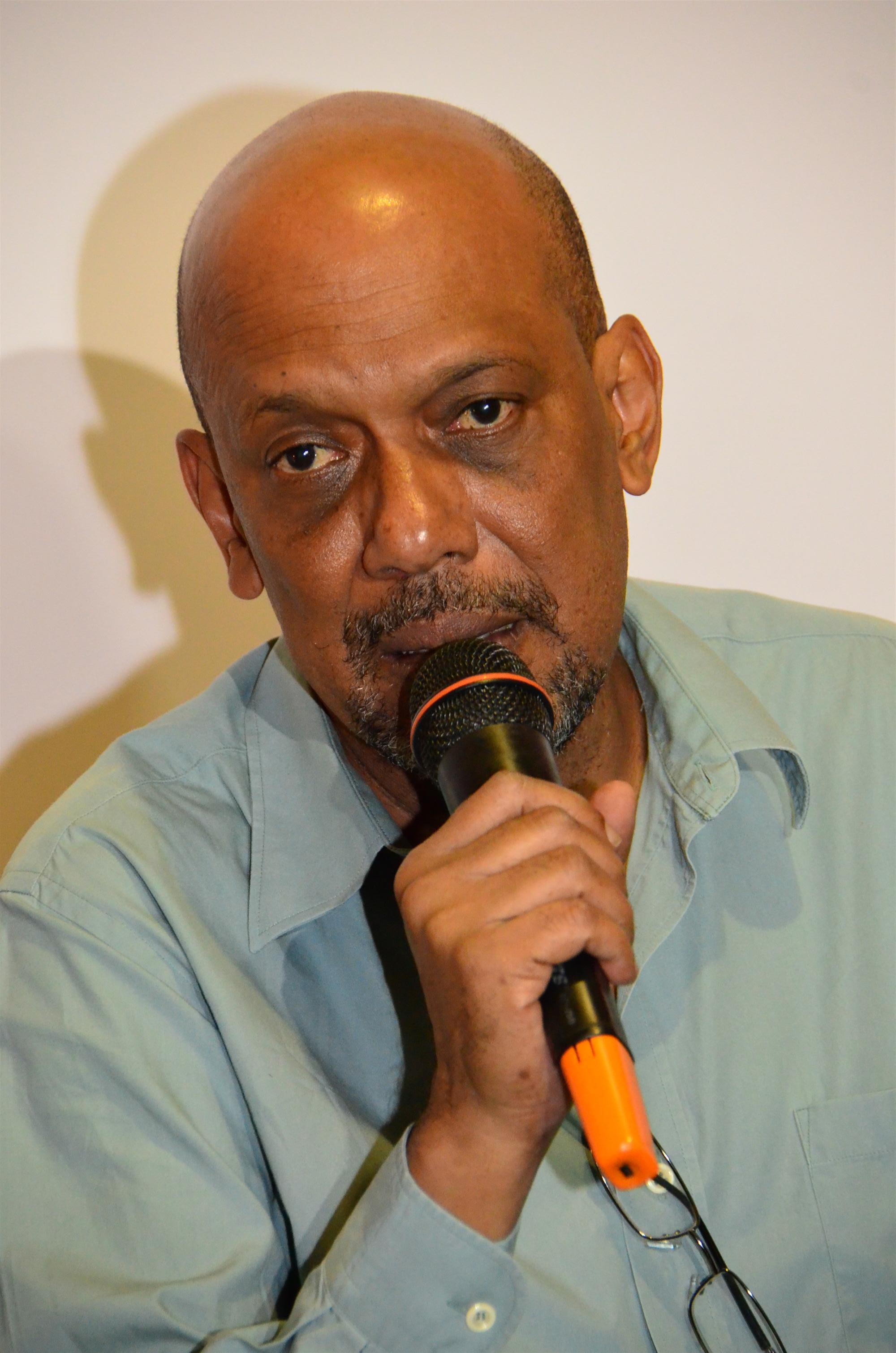
Paulo Lins

Paulo Lins (Rio de Janeiro, 11 de junho de 1958) é um escritor brasileiro que ganhou fama internacional com a publicação, em 1997, do livro Cidade de Deus, sobre a vida nas favelas do Rio de Janeiro.

## Biografia
Filho de pais baianos, foi morador da favela carioca Cidade de Deus. Começou como poeta nos anos 1980 como integrante do grupo Cooperativa de Poetas, por onde publicou seu primeiro livro de poesia: Sobre o sol (UFRJ, 1986). Graduado no curso de Letras, foi contemplado – em 1995 – com a Bolsa Vitae de Literatura.
Participou como assistente de um estudo sociológico/antropológico e nesse período escreveu Cidade de Deus. Inicialmente foi pensado como um relato sobre a vida de Paulo Lins na comunidade, um trabalho de antropologia sobre a criminalidade.
Em 2002, o diretor Fernando Meirelles produziu o filme Cidade de Deus, com base no livro, que recebeu quatro indicações ao Oscar 2004 (melhor diretor, melhor fotografia, melhor montagem e melhor roteiro adaptado) e foi indicado para o Globo de Ouro de melhor filme estrangeiro. O roteiro é de Bráulio Mantovani.
Após, fez roteiros para alguns episódios de Cidade dos Homens, da TV Globo, e o roteiro do filme Quase dois irmãos, de 2004, de Lúcia Murat, que recebeu o prêmio de melhor roteiro da Associação Paulista de Críticos de Arte (APCA), em 2005.
Em 2008, Paulo Lins trabalhou com René Sampaio, no roteiro de mais um longa-metragem, adaptação cinematográfica da letra da canção de Renato Russo, Faroeste Caboclo. 
Após quatorze anos de trabalho intermitente, em 2012 Paulo Lins lançou a sua segunda obra-prima, Desde que o Samba é Samba, que recria meio ficcionalmente e meio historicamente a invenção do samba moderno por músicos do bairro carioca da Estácio na década de 1920. Citação: “Até o vento fazia a curva em causa própria, assim como as pessoas que sentiam aquela energia vinda da criação artística para superar a vida em que o povo negro da pós-escravidão colocou a cultura como arma para conquistar dignidade com duas batidas fortes no surdo feito deixa para o solista sair improvisando (...). Tiveram a ideia de fazer parte da sociedade em forma de canto, mas mesmo assim foram espancados pela polícia, sofreram desdém, foram presos, tiveram a dor do preconceito, mas saíram sambando em busca de uma avenida para fazer dela uma passarela com o reforço do tamborim, do reco-reco, da cuíca e do surdo.”
Sua obra tem atraído interesse acadêmico na forma de vários artigos, dissertações e até mesmo teses.

## Obras
- Sobre o sol (1986)
- Cidade de Deus (1997)
- Desde que o samba é samba (2012)
- Era uma vez... Eu! (2014)

## Roteiros
- Episódios da série Cidade dos Homens (TV Globo)
- Quase dois irmãos (2005) de Lúcia Murat
- Suburbia (2012) em parceria com Luiz Fernando Carvalho
- Faroeste Caboclo (filme) (2013) de René Sampaio